# Mimosa claussenii
Mimosa claussenii es una especie de arbusto en la familia de las fabáceas. Es originaria de Sudamérica.

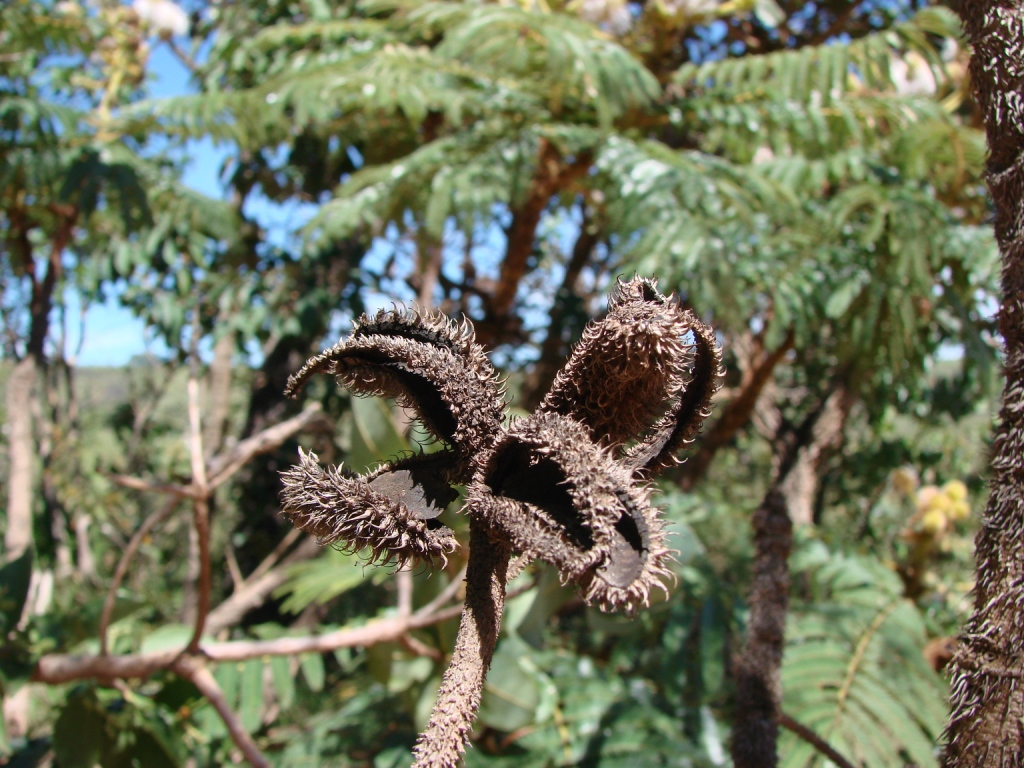
Detalle

## Distribución
Es originaria de Brasil donde se encuentra en el cerrado distribuidas por Goiás, Distrito Federal y Minas Gerais.

## Taxonomía
Mimosa claussenii fue descrita por George Bentham  y publicado en Journal of Botany, being a second series of the Botanical Miscellany 4(32): 405. 1842.
Etimología
Mimosa: nombre genérico derivado del griego μιμος (mimos), que significa "imitador"
claussenii: epíteto otorgado en honor del botánico alemán Peter Claussen.